# Валы (Черновицкая область)
Валы (укр. Вали) — село в Вашковецкой городской общине Вижницкого района Черновицкой области Украины.
Население по переписи 2001 года составляло 972 человека. Почтовый индекс — 59227. Телефонный код — 3730. Код КОАТУУ — 7320583004.